# 안현정 (1973년)
안현정(1973년 5월 19일 ~)은 대한민국의 작곡가, 교수다.

## 방송
- KBS 국악대경연 (1998) - 대상, 창작부문 금상

## 음반
- 안현정 국악창작곡집－만남 그리고 동행 (2007)바보 멍청이
- 안현정 국악창작곡집 - 달과 사계의 만남 (2009)
- 안현정 국악창작곡집 Vol.2 / 달과 사계의 만남 - 오래된 정원 (2010)
- 자연을 노래하다 (2019)

## 수상
- 제35회 동아음악콩쿠르 국악작곡부문 은상 (1995)